# Saint-Laurent-de-Brèvedent
Saint-Laurent-de-Brèvedent és un municipi francès situat al departament del Sena Marítim i a la regió de Normandia. L'any 2007 tenia 1.439 habitants.

## Demografia

### Població
El 2007 la població de fet de Saint-Laurent-de-Brèvedent era de 1.439 persones. Hi havia 530 famílies de les quals 76 eren unipersonals (32 homes vivint sols i 44 dones vivint soles), 193 parelles sense fills, 217 parelles amb fills i 44 famílies monoparentals amb fills.
La població ha evolucionat segons el següent gràfic:
Habitants censats

### Habitatges
El 2007 hi havia 552 habitatges, 535 eren l'habitatge principal de la família, 4 eren segones residències i 13 estaven desocupats. 529 eren cases i 4 eren apartaments. Dels 535 habitatges principals, 486 estaven ocupats pels seus propietaris, 41 estaven llogats i ocupats pels llogaters i 8 estaven cedits a títol gratuït; 16 tenien una cambra, 12 en tenien dues, 57 en tenien tres, 130 en tenien quatre i 319 en tenien cinc o més. 450 habitatges disposaven pel capbaix d'una plaça de pàrquing. A 172 habitatges hi havia un automòbil i a 325 n'hi havia dos o més.

### Piràmide de població
La piràmide de població per edats i sexe el 2009 era:
| Homes | Edats   | Dones |
| ----- | ------- | ----- |
| 0     | 95 o +  | 0     |
| 0     | 90 a 94 | 8     |
| 4     | 85 a 89 | 12    |
| 4     | 80 a 84 | 8     |
| 4     | 75 a 79 | 4     |
| 8     | 70 a 74 | 28    |
| 44    | 65 a 69 | 16    |
| 28    | 60 a 64 | 56    |
| 44    | 55 a 59 | 40    |
| 52    | 50 a 54 | 48    |
| 64    | 45 a 49 | 76    |
| 68    | 40 a 44 | 60    |
| 64    | 35 a 39 | 80    |
| 48    | 30 a 34 | 60    |
| 32    | 25 a 29 | 32    |
| 56    | 20 a 24 | 44    |
| 56    | 15 a 19 | 56    |
| 60    | 10 a 14 | 40    |
| 60    | 5 a 9   | 60    |
| 44    | 0 a 4   | 44    |

## Economia
El 2007 la població en edat de treballar era de 989 persones, 678 eren actives i 311 eren inactives. De les 678 persones actives 644 estaven ocupades (338 homes i 306 dones) i 34 estaven aturades (15 homes i 19 dones). De les 311 persones inactives 125 estaven jubilades, 113 estaven estudiant i 73 estaven classificades com a «altres inactius».

### Ingressos
El 2009 a Saint-Laurent-de-Brèvedent hi havia 518 unitats fiscals que integraven 1.432,5 persones, la mediana anual d'ingressos fiscals per persona era de 22.625 €.

### Activitats econòmiques
Dels 30 establiments que hi havia el 2007, 1 era d'una empresa de fabricació de material elèctric, 1 d'una empresa de fabricació d'altres productes industrials, 2 d'empreses de construcció, 4 d'empreses de comerç i reparació d'automòbils, 2 d'empreses de transport, 2 d'empreses financeres, 4 d'empreses immobiliàries, 7 d'empreses de serveis, 5 d'entitats de l'administració pública i 2 d'empreses classificades com a «altres activitats de serveis».
Dels 3 establiments de servei als particulars que hi havia el 2009, 1 era una lampisteria, 1 electricista i 1 agència immobiliària.
L'únic establiment comercial que hi havia el 2009 era una botiga de menys de 120 m².
L'any 2000 a Saint-Laurent-de-Brèvedent hi havia 12 explotacions agrícoles que ocupaven un total de 520 hectàrees.

## Equipaments sanitaris i escolars
El 2009 hi havia una escola elemental.

## Poblacions més properes
El següent diagrama mostra les poblacions més properes.